# Lasiophila persepolis
Lasiophila persepolis är en fjärilsart som beskrevs av William Chapman Hewitson 1872. Lasiophila persepolis ingår i släktet Lasiophila och familjen praktfjärilar. Inga underarter finns listade i Catalogue of Life.